# تشيلهويي (فيرجينيا)
تشيلهويي (بالإنجليزية: Chilhowie, Virginia)‏ هي بلدة أمريكية تقع في الولايات المتحدة في مقاطعة سميث (فيرجينيا). يقدر عدد سكانها بـ 1,827 نسمة ومساحتها 6.7 كم2 و وترتفع عن سطح البحر 595 متر.

## التركيبة السكانية
حدّد مكتب تعداد الولايات المتحدة بيانات التركيبة السكانية لتشيلهويي في تعداد الولايات المتحدة. في ما يلي، التركيبة السكانية حسب تعدادي 2000 و2010.

### تعداد عام 2000
بلغ عدد سكان تشيلهويي 1,827 نسمة بحسب تعداد عام 2000، وبلغ عدد الأسر 708 أسرة وعدد العائلات 462 عائلة مقيمة في البلدة. في حين سجلت الكثافة السكانية 274.3 نسمة لكل كيلومتر مربع (710.4/ميل2). وبلغ عدد الوحدات السكنية 775 وحدة بمتوسط كثافة قدره 116.4 لكل كيلومتر مربع (301.5/ميل2).
وتوزع التركيب العرقي للبلدة بنسبة 94.47% من البيض و3.07% من الأمريكيين الأفارقة و0.33% من الأمريكيين الأصليين و0.05% من الأمريكيين ذوي الأصول الآسيوية و1.48% من الأعراق الأخرى و0.60% من عرقين مختلطين أو أكثر و2.13% من الهسبانيون أو اللاتينيون من أي عرق.
بلغ عدد الأسر 708 أسرة كانت نسبة 28.1% منها لديها أطفال تحت سن الثامنة عشر تعيش معهم، وبلغت نسبة الأزواج القاطنين مع بعضهم البعض 49.2% من أصل المجموع الكلي للأسر، ونسبة 11.4% من الأسر كان لديها معيلات من الإناث دون وجود شريك،  بينما كانت نسبة 4.7% من الأسر لديها معيلون من الذكور دون وجود شريكة وكانت نسبة 34.7% من غير العائلات. تألفت نسبة 31.5% من أصل جميع الأسر من عدة أفراد يعيشون في نفس المنزل ونسبة 15.4% كانت تتألف من شخص يعيش بمفرده يبلغ من العمر 65 عاماً أو أكثر. وبلغ متوسط حجم الأسرة المعيشية 2.22، أما متوسط حجم العائلات فبلغ 2.76.
بلغ العمر الوسطي للسكان 47.3 عاماً. وكانت نسبة 17.2% من القاطنين تحت سن الثامنة عشر، وكانت نسبة 5.4% بين الثامنة عشر والرابعة والعشرين عاماً، ونسبة 23.6% كانت واقعةً في الفئة العمرية ما بين الخامسة والعشرين والرابعة والأربعين عاماً، ونسبة 22.3% كانت ما بين الخامسة والأربعين والرابعة والستين، ونسبة 17.4% كانت ضمن فئة الخامسة والستين عاماً فما فوق. يوجد لكل 100 أنثى 86.8 ذكر، ويوجد لكل 100 أنثى في الثامنة عشر من عمرها فما فوق 85.0 ذكر.
بلغ متوسط دخل الأسرة في البلدة 28,266 دولارًا، أما متوسط دخل العائلة فبلغ 34,375 دولارًا. وكان متوسط دخل الذكور 24,306 دولارًا مقابل 18,080 دولارًا للإناث. وسجل دخل الفرد الخاص بالبلدة 16,657 دولارًا. وكانت نسبة 10.3% من العائلات ونسبة 13.4% من السكان تحت خط الفقر، وكان من هؤلاء نسبة 19% تحت سن الثامنة عشر ونسبة 9.5% في الخامسة والستين من العمر وما فوق.

### تعداد عام 2010
بلغ عدد سكان تشيلهويي 1,781 نسمة بحسب تعداد عام 2010، وبلغ عدد الأسر 690 أسرة وعدد العائلات 447 عائلة مقيمة في البلدة. في حين سجلت الكثافة السكانية 267.4 نسمة لكل كيلومتر مربع (692.6/ميل2). وبلغ عدد الوحدات السكنية 790 وحدة بمتوسط كثافة قدره 118.6 لكل كيلومتر مربع (307.2/ميل2).
وتوزع التركيب العرقي للبلدة بنسبة 91.35% من البيض و1.74% من الأمريكيين الأفارقة و0.06% من الأمريكيين الأصليين و0.34% من الأمريكيين ذوي الأصول الآسيوية و5.39% من الأعراق الأخرى و1.12% من عرقين مختلطين أو أكثر و6.96% من الهسبانيون أو اللاتينيون من أي عرق.
بلغ عدد الأسر 690 أسرة كانت نسبة 29.1% منها لديها أطفال تحت سن الثامنة عشر تعيش معهم، وبلغت نسبة الأزواج القاطنين مع بعضهم البعض 45.7% من أصل المجموع الكلي للأسر، ونسبة 12.9% من الأسر كان لديها معيلات من الإناث دون وجود شريك،  بينما كانت نسبة 6.2% من الأسر لديها معيلون من الذكور دون وجود شريكة وكانت نسبة 35.2% من غير العائلات. تألفت نسبة 30.1% من أصل جميع الأسر من عدة أفراد يعيشون في نفس المنزل ونسبة 12.9% كانت تتألف من شخص يعيش بمفرده يبلغ من العمر 65 عاماً أو أكثر. وبلغ متوسط حجم الأسرة المعيشية 2.30، أما متوسط حجم العائلات فبلغ 2.80.
بلغ العمر الوسطي للسكان 44.8 عاماً. وكانت نسبة 18.2% من القاطنين تحت سن الثامنة عشر، وكانت نسبة 7.2% بين الثامنة عشر والرابعة والعشرين عاماً، ونسبة 24.8% كانت واقعةً في الفئة العمرية ما بين الخامسة والعشرين والرابعة والأربعين عاماً، ونسبة 24.9% كانت ما بين الخامسة والأربعين والرابعة والستين، ونسبة 24.9% كانت ضمن فئة الخامسة والستين عاماً فما فوق. وتوزع التركيب الجنسي للسكان بنسبة 47% ذكور و53% إناث.